# Francesc Rosés i Campreciós
Francesc Rosés i Campreciós (Girona, 10 de novembre de 1952) és un periodista esportiu català especialitzat en motor.
Inicià la seva carrera amb Javier del Arco i en la revista Presència. Va treballar als periòdics Tele/eXprés i Sport, fent el seguiment de l'actualitat de la Formula 1, així com col·laborà en les revistes especialitzades Automòbil i Club. Va treballar a TVE i des de l'any 1984 entrà a treballar a Televisió de Catalunya. Entre d'altres, fou un dels fundadors del programa Motor a fons el 1988 i va formar part de l'equip de retransmissions esportives de la Fórmula 1 a TV3 durant dinou anys. Considerat el periodista català que ha cobert més grans premis de la F1, el 2015 va publicar el llibre Així és la Fórmula 1, que recull les seves anècdotes i històries dins d'aquest món.
El 12 de desembre de 2021 s'acomiadà de TV3 en el programa del Motor a fons.